# 윤인선 (축구인)
윤인선은 대한민국의 전직 축구 선수이다. 현역 시절 포지션은 수비수였다.